# دورج
دورج رمزها «DU» (بالإنجليزية: Durg)‏ ، هو تقسيم إداري لدولة الهند تتبع ولاية تشاتيسغار (بالإنجليزية: Chhattisgarh)‏ ، مركزها هو مدينة دورج (بالإنجليزية: Durg)‏ عدد
سكانها حسب تعداد سنة 2001 هو 33,43,079 ، مساحتها 8,542 كم² وكثافة السكان 328 لكل كم² .